# Sojuz TMA-20M
Sojuz TMA-20M – misja statku Sojuz do Międzynarodowej Stacji Kosmicznej, która dostarczyła na ISS członków Ekspedycji 47 i 48. Start odbył się 18 marca 2016 r. (19 marca czasu miejscowego), a lądowanie 7 września 2016 r. Była to ostatnia misja statku Sojuz w wersji TMA-M.

## Załoga

### Podstawowa
- Aleksiej Owczinin (1) – dowódca (Rosja, Roskosmos)
- Oleg Skripoczka (2) – inżynier pokładowy (Rosja, Roskosmos)
- Jeffrey Williams (4) – inżynier pokładowy (USA, NASA)

### Rezerwowa
- Siergiej Ryżykow (1) – dowódca (Rosja, Roskosmos)
- Andriej Borisienko (2) – inżynier pokładowy (Rosja, Roskosmos)
- Robert Kimbrough (2) – inżynier pokładowy (USA, NASA)

## Galeria

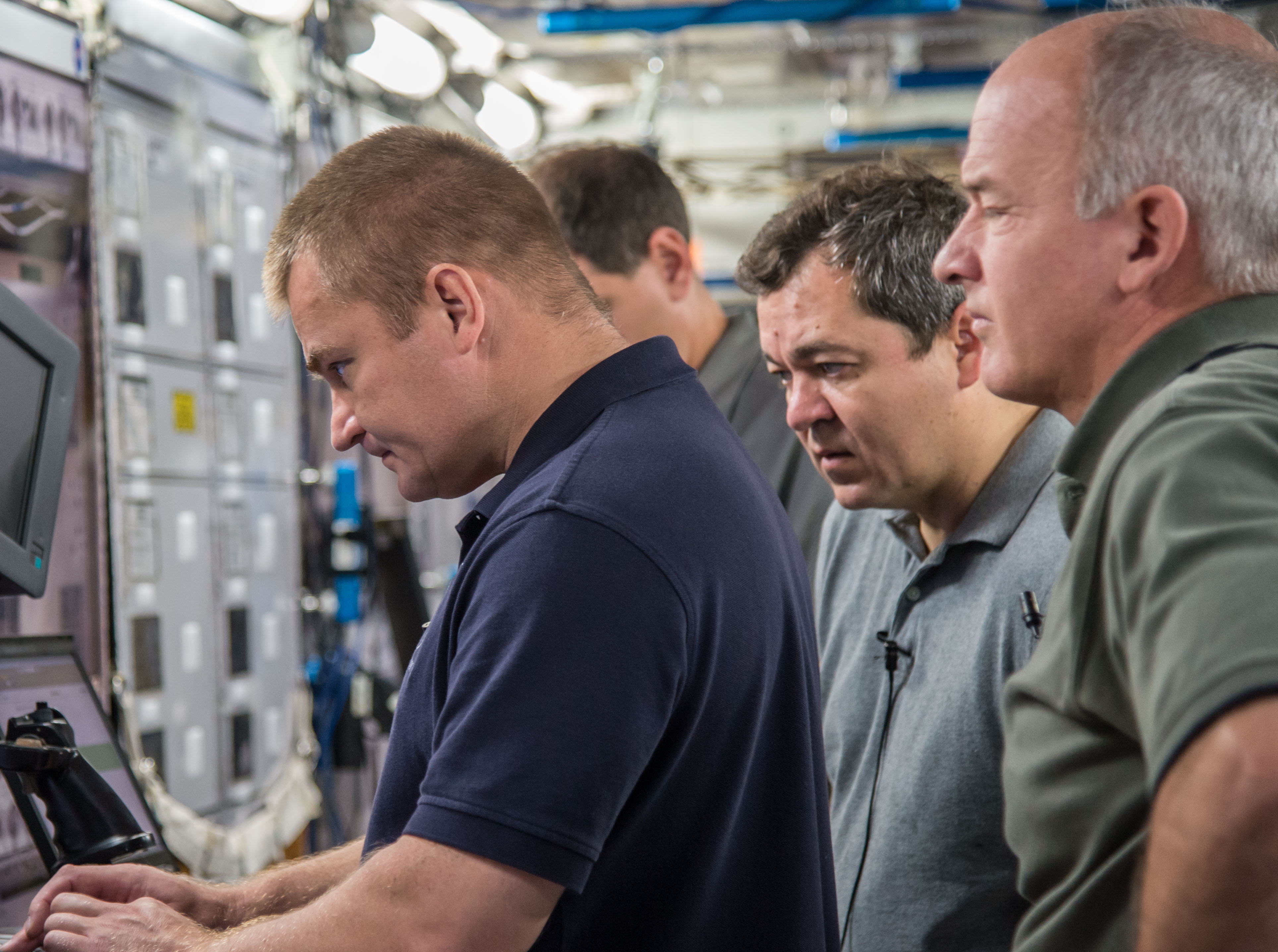
Załoga podczas treningu (2014)
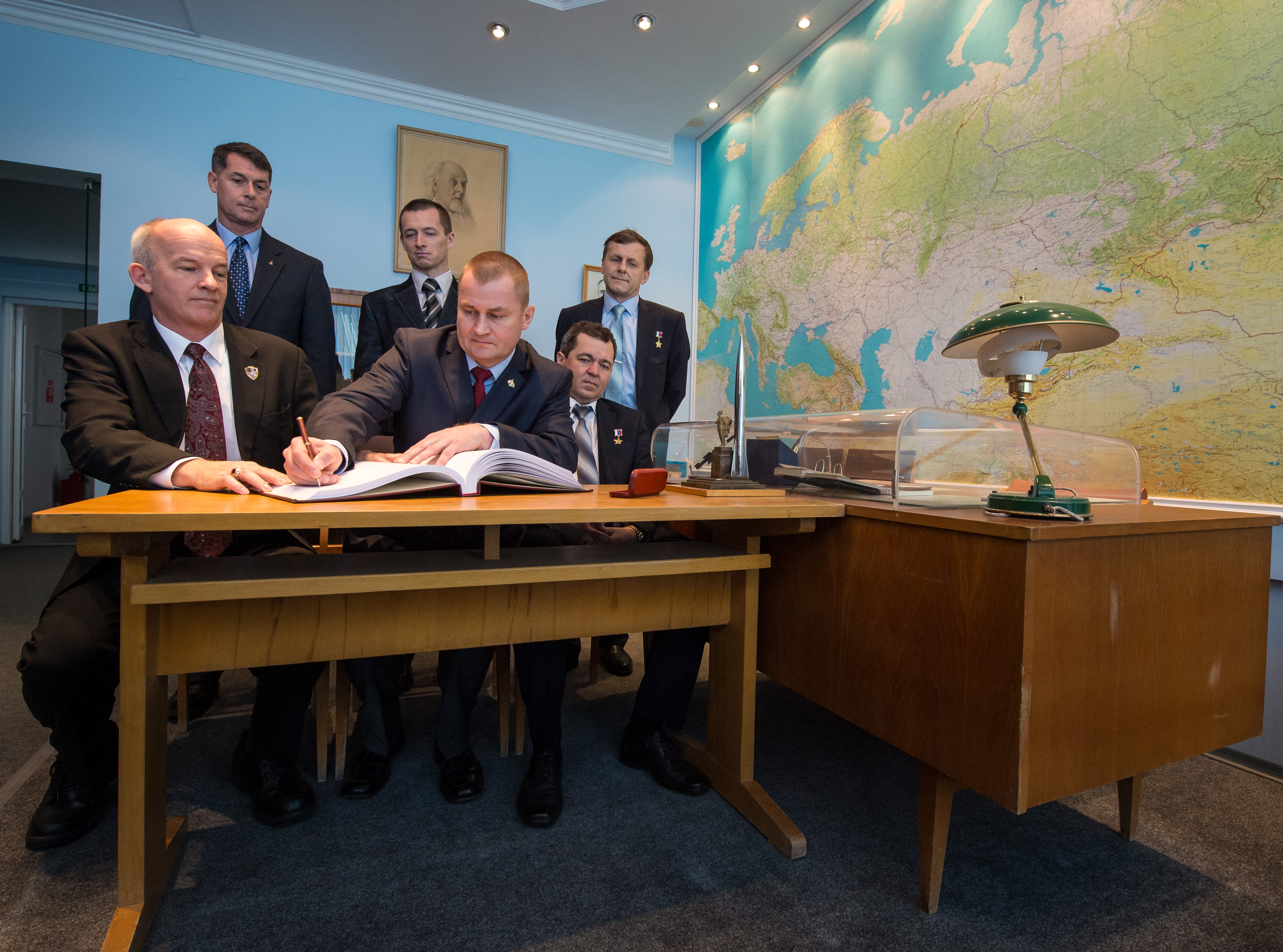
W Centrum Wyszkolenia Kosmonautów im. J. Gagarina (26.02.2016)
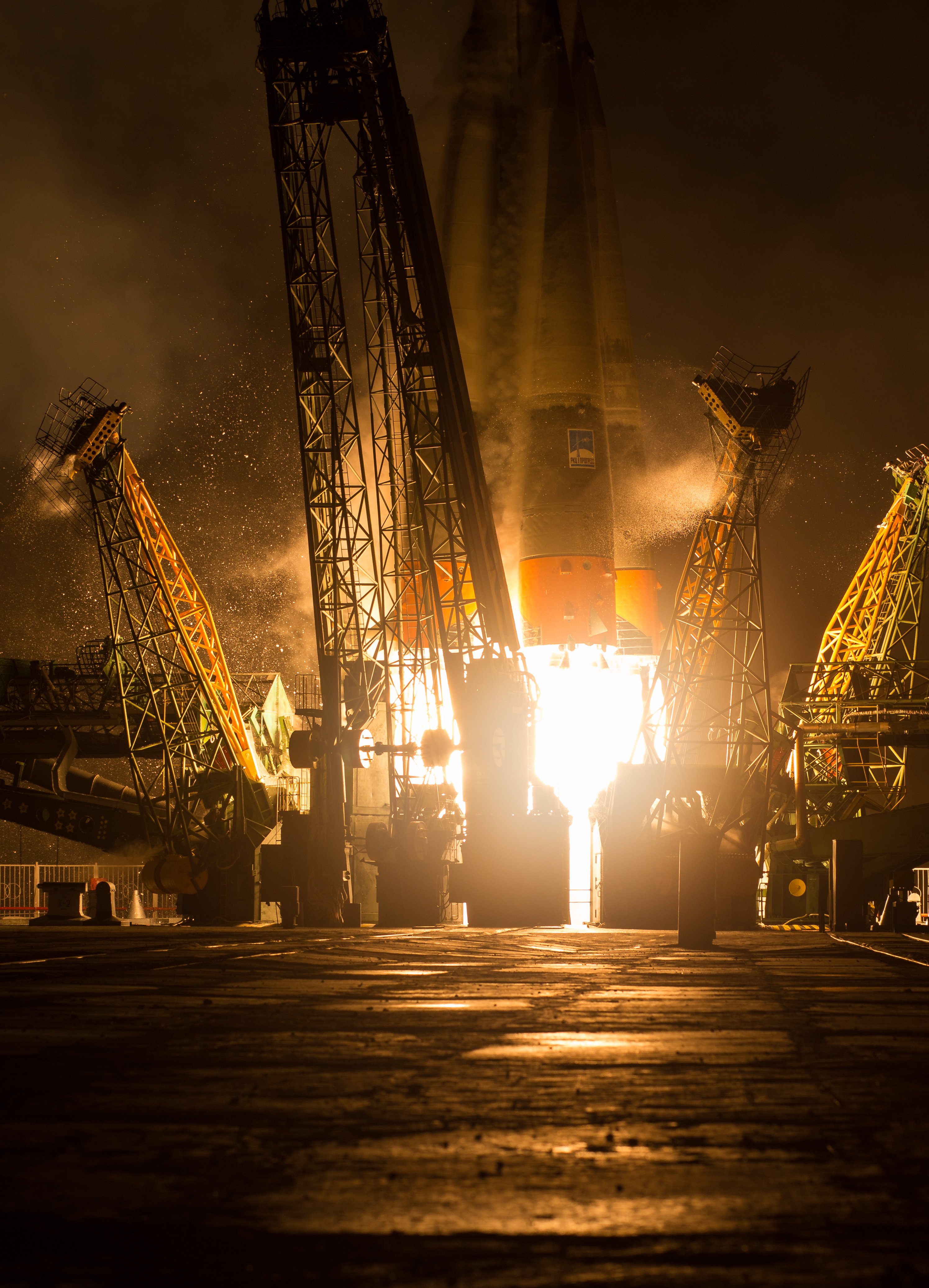
Start (18.03.2016)
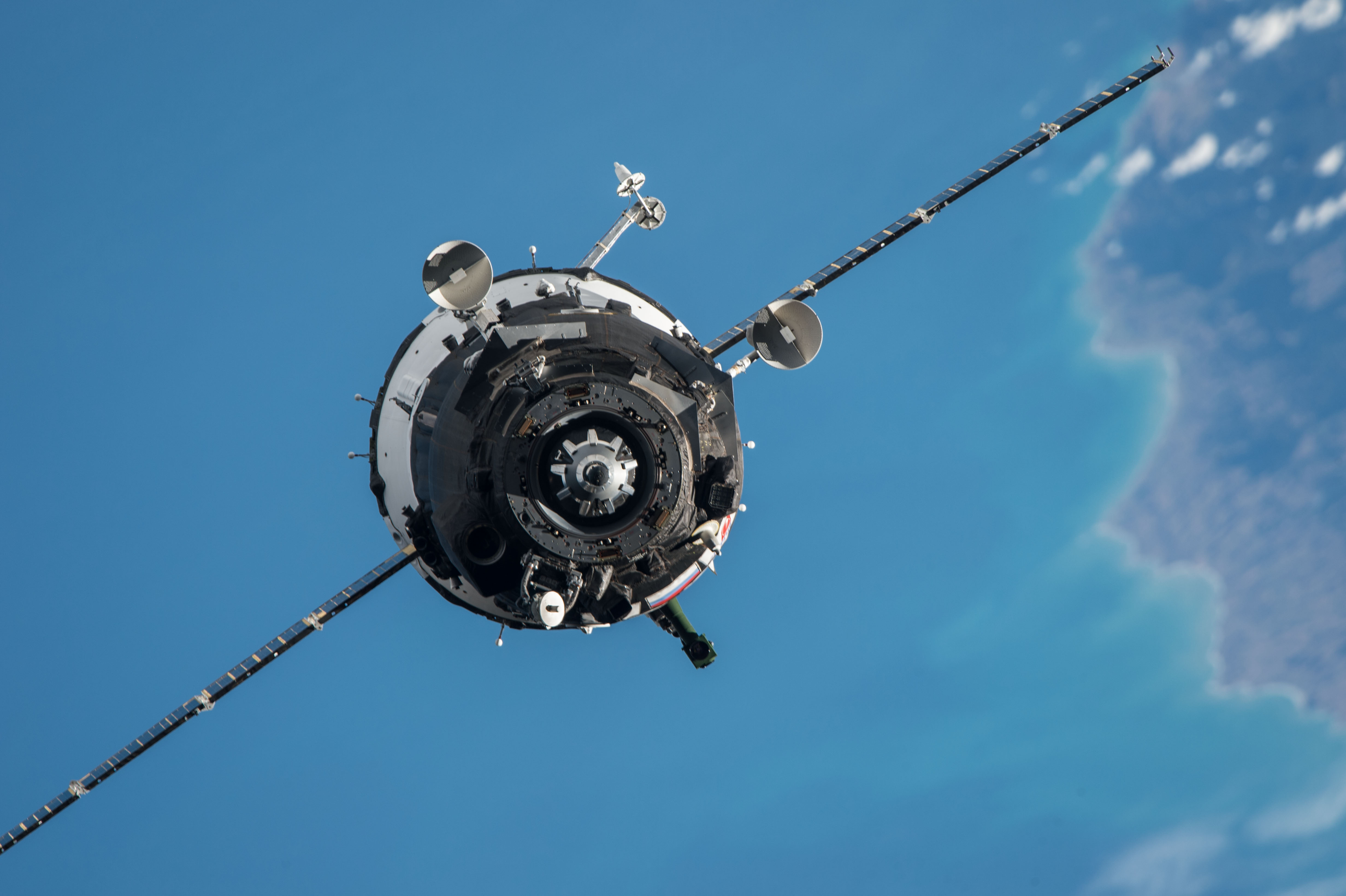
Statek zbliża się do ISS (19.03.2016)